# Ермлер Марк Фрідріхович
Марк Фрідріхович Ермлер (рос. Марк Фридрихович Эрмлер; 5 травня 1932 — 14 квітня 2002) — радянський та російський диригент.
Народний артист РРФСР (30.07.1980). Провідний диригент Большого театру у Москві в 1980-1990-ті роки. Син радянського режисера Фрідріха Ермлера (1898—1967).

## Біографія
Марк Ермлер народився 5 травня 1932 року в Ленінграді в родині кінорежисера Фрідріха Ермлера. Навчався у Ленінградській державній консерваторії імені Миколи Римського-Корсакова в класі диригування у Бориса Хайкіна, вперше став за пульт у 1952 році з оркестром Ленінградської філармонії. Через рік, також у Ленінграді, Марк Ермлер дебютував як оперний диригент, керуючи виконанням опери Вольфанга Моцарта «Викрадення із сералю», а в 1956 році був запрошений до Большого театру, де працював протягом багатьох років.
З 1964 року Марк Ермлер диригував балетами, серед яких — нові постановки «Жар-птиці» та «Петрушки» Ігоря Стравинського, пізніше почав гастролювати з балетною трупою театру, у 1974 році виступивши в лондонському театрі «Колізеум». У 1986 році продиригував оперою «Кармен» в театрі «Ковент-Гарден», потім виступав в якості запрошеного диригента з провідними світовими оркестрами і театрами. В 1998—2001 роках був музичним керівником і головним диригентом Большого театру, художнім керівником оркестру Большого театру, де в якості музичного керівника і диригента-постановника здійснив постановки цілого ряду опер:
- «Чіо-Чіо-сан» Джакомо Пуччіні (1966 рік)
- «Тоска» Дж. Пуччіні (прем'єра відбулася 25 травня 1971 року)
- «Франческа да Ріміні» Сергія Рахманінова (1973 рік)
- «Іоланта» Петра Чайковського (1974 рік)
- «Кам'яний гість» Олександра Даргомижського (1976 рік)
- «Іван Сусанін» Михайла Глінки (відновлення постановки 1945 року, прем'єра відбулася 20 лютого 1997 року)
- «Опричник» П. Чайковського (прем'єра відбулася 12 лютого 1999 року)
- «Русалка» О. Даргомижського (прем'єра відбулася 27 червня 2000 року)
- «Євгеній Онєгін» П. Чайковського (відновлення постановки 1944 року, прем'єра відбулася 18 жовтня 2000 року)
- «Набукко» Джузеппе Верді (прем'єра відбулася 5 січня 2001 року) та інші, а також постановку балету «Російський Гамлет» на музику Людвіга Бетховена і Густава Малера (прем'єра відбулася 25 лютого 2000 року).

Викладав у Московській державній консерваторії імені П. І. Чайковського.
Репертуар Марка Ермлера був досить широкий, проте він прославився насамперед, як видатний інтерпретатор російських опер та балетів.
Основні вистави репертуару Большого театру 1970-1980-х років — класичні російські опери («Пікова дама», «Борис Годунов», «Хованщина», «Князь Ігор», «Війна і мир» та інші) були записані на студії «Мелодія» під керуванням Ермлера. Дискографія диригента включає понад 20 опер, а також оркестрові твори Ф. Ліста, С. С. Прокоф'єва, Д. Д. Шостаковича та інших композиторів.
Помер 14 квітня 2002 року під час гастролей незабаром після репетиції із Сеульским філармонічним оркестром. Похований в Москві в колумбарії Ваганьковського кладовища.

## Нагороди та премії
- Заслужений артист РРФСР (07.05.1967)
- Народний артист РРФСР (30.07.1980)
- Орден «За заслуги перед Вітчизною» IV ступеня (2001)
- Державна премія РРФСР імені М. І. Глінки (1978) — за постановку оперного спектаклю «Кам'яний гість» А. С. Даргомижського (1977)

## Аудіозаписи
- 1961 — Сергій Прокоф'єв, опера «Повесть о настоящем человеке»
- 1967 — Дж. Пуччини, опера «Мадам Баттерфляй»
- 1969 — А. Бородин, опера «Князь Игорь»
- 1974 — П. Чайковский, опера «Пиковая дама»
- 1976 — П. Чайковский, опера «Иоланта»
- 1977 — А. Даргомыжский, опера «Каменный гость»
- 1979 — П. Чайковский, опера «Евгений Онегин»
- 1979 — М. Глинка, опера «Иван Сусанин»
- 1982 — С. Прокофьев, опера «Война и мир»
- 1985 — М. Мусоргский, опера «Борис Годунов»
- 1986 — М. Глинка, опера «Иван Сусанин»
- 1986 — Г. Фрид, моноопера «Письма Ван Гога»
- 1986 — Н. Римский-Корсаков, опера «Моцарт и Сальери»
- 1986 — В. Беллини, опера «Норма»
- 1988 — М. Мусоргский, опера «Хованщина»
- 2001 — Дж. Верди, Реквием

## Відеозаписи

### Спектаклі Великого театру
- 1979 — М. Глинка, опера «Иван Сусанин»
- 1979 — А. Даргомыжский, опера «Каменный гость»
- 1981 — А. Бородин, опера «Князь Игорь»
- 1982 — Ж. Бизе, опера «Кармен»
- 1997 — М. Глинка, опера «Иван Сусанин»
- 1998 — М. Глинка, опера «Иван Сусанин»
- 1998 — Дж. Верди, опера «Аида»
- 1999 — П. Чайковский, балет «Щелкунчик»
- 2000 — балет «Русский Гамлет» на музыку Л. Бетховена и Г. Малера
- 2000 — А. Даргомыжский, опера «Русалка»
- 2000 — П. Чайковский, опера «Евгений Онегин»

## Фільмографія
Співпрацював з оркестром кінематографії, записав музику до фільмів:
- 1958 — Йшли солдати
- 1958 — Олеко Дундич
- 1961 — Брати Комарови
- 1967 — Таємничий чернець
- 1968 — Золоте теля
- 1968 — Служили два товариші
- 1969 — Вальс
- 1969 — Червоний намет
- 1969 — Золото
- 1969 — Головний свідок
- 1970 — Чайка
- 1970 — Ті, що зберегли вогонь
- 1971 — Чайковський
- 1971 — Телеграма
- 1973 — Чипполино
- 1973 — Міста і роки
- 1975 — Сто днів після дитинства
- 1976 — Розповідь про те, як цар Петро арапа женив
- 1977 — Борги наші
- 1978 — Версія полковника Зоріна
- 1978 — Отець Сергій
- 1979 — Вірою і правдою
- 1980 — Екіпаж
- 1982 — Казка мандрів
- 1996 — Єрмак

## Документальні фільми
- 2007 — «Марк Эрмлер. Под знаком счастливой судьбы» — документальный фильм, 2007 г., 39 мин., режиссёр Н. С. Тихонов